# Roland Mai
Roland Albert Mai (* 15. Juli 1935 in Krummenhennersdorf; † 13. Mai 2017) war ein deutscher Ingenieur und Hochschullehrer.

## Leben
Mai legte 1954 an der Freiberger Arbeiter-und-Bauern-Fakultät das Abitur ab. Von 1954 bis 1959 studierte er an der Bergakademie Freiberg Gießereiwesen. Er blieb an der Bergakademie und promovierte 1965 zum Dr.-Ing. Im Jahr 1984 absolvierte er die Promotion B, die 1991 als Habilitation anerkannt wurde. Ebenfalls 1991 erwarb er die Lehrbefähigung für das Fachgebiet Gießereitechnik. 1992 berief ihn die Bergakademie zum Professor für Gusswerkstoffe, 1998 wurde er emeritiert.

## Veröffentlichungen (Auswahl)
- Beitrag zum Kornfeinungsmechanismus von Zirkonium in Reinstaluminium anhand von Gefügebetrachtungen, Viskositätsmessungen und Untersuchungen aktivierter Aluminium-Zirkonium-Proben, Dissertation, Bergakademie Freiberg, 1965
- mit Benedikt Wenjaminowitsch Rabinowitsch und Günter Drossel: Grundlagen der Gieß- und Speisetechnik für Sandformguß. Deutscher Verlag für Grundstoffindustrie Leipzig, 1978
- Beitrag zur Bestimmung und Bewertung des Fließvermögens und des Lunker/Speisungs-Verhaltens von Gußlegierungen, Dissertation B, Bergakademie Freiberg, 1984